# Apanteles hemara
Apanteles hemara är en stekelart som beskrevs av Nixon 1965. Apanteles hemara ingår i släktet Apanteles och familjen bracksteklar. Inga underarter finns listade i Catalogue of Life.